# 구로비 옵티마이저
구로비 옵티마이저(Gurobi Optimizer)는 선형계획법, 이차계획법 등의 수학적 최적화 솔버로 중하오 구(Zonghao Gu), 에드워드 로드버그(Edward Rothberg), 로버트 빅스비(Robert Bixby) 등이 만든 플랫폼이다. 간단히 '그로비'라고도 부른다.

## 같이 보기
- CPLEX